# 吴振汉
吴振汉（1940年11月—），男，湖南安乡人，中华人民共和国政治人物，曾任湖南省高级人民法院院长、党委书记，二级大法官，第九、十届全国人大代表。

## 生平
2004年6月7日被双规。2006年11月以受贿罪判处死刑，缓期二年执行。